# East Haddon
East Haddon es un pueblo y una parroquia civil del distrito de Daventry, en el condado de Northamptonshire (Inglaterra).

## Demografía
Según el censo de 2001, East Haddon tenía 651 habitantes (316 varones y 335 mujeres). 131 (20,12 %) de ellos eran menores de 16 años, 477 (73,27 %) tenían entre 16 y 74, y 43 (6,61 %) eran mayores de 74. La media de edad era de 40,7 años. De los 520 habitantes de 16 o más años, 90 (17,31 %) estaban solteros, 368 (70,77 %) casados, y 92 (11,92 %) divorciados o viudos. 322 habitantes eran económicamente activos, 311 de ellos (96,58 %) empleados y otros 11 (3,42 %) desempleados. Había 10 hogares sin ocupar, 271 con residentes y 3 eran alojamientos vacacionales o segundas residencias.
| 259                         | 552 | 617 | 644 | 616 | 650 | - | - | 752 | 486 | 546 | 478 | 449 | 413 | - | 410 | 402 |
| (Fuente: Vision of Britain) |     |     |     |     |     |   |   |     |     |     |     |     |     |   |     |     |